# وزارت مرکز (ژاپن پیشامدرن)
وزارت مرکز یا ناکاتسوکاسا-شو (به ژاپنی: 中務省, Nakatsukasa-shō)، یکی از هشت وزارتخانه دربار امپراتوری ژاپن و بخشی از دولت ژاپن در قرن هشتم دربار امپراتوری در کیوتو بود. که در دوره آسوکا تأسیس و در دوره هی‌آن رسمیت یافت. وزارتخانه در دوره میجی جایگزین شد.

## مرور کلی
این وزارت شامل آن دسته از اعضای خاندان امپراتوری می‌شد که وظایفشان آنها را به امپراتور نزدیک‌تر می‌کرد.
مراسم خاندان امپراتوری به مرور زمان تکامل یافت. در میان کسانی که بالاترین مقام را در وزارت خاندان امپراتوری داشتند، تاکاهارو-شیننو بود که بعدها به امپراتور گودایگو تبدیل شد.